# Ángulo cornicular
En matemáticas, un ángulo cornicular ("horn angle" en inglés), también llamado ángulo abocinado, es un tipo de ángulo definido como el ángulo formado entre una circunferencia y una línea recta tangente a él, o, más generalmente, el ángulo formado entre dos curvas en un punto donde son tangentes entre sí. El Libro III de los Elementos de Euclides incluye en su Proposición 16 una serie de consideraciones acerca del espacio situado entre una circunferencia y una recta tangente a la misma.